# Khotín
Khotín (en ucraïnès: Хоти́н, transcrit: Khotýn; en hebreu: חוטין; en polonès: Chocim; en romanès Hotin; en turc del període Otomà: Khotin; en turc modern: Hotin, en rus: Хоти́н, transcrit: Khotín) és una ciutat a l'óblast de Txernivtsí a l'oest d'Ucraïna, capital del districte (raion) de Khotýn i al sud-oest de Kàmianets-Podilski. Segons el cens de 2001, la seva població és d'11.124 habitants. Khotyn té un cementiri jueu
Khotín apareix esmentada per primer cop el 1001, a la riba dreta del Dnister, i fou part de la regió històrica de Bessaràbia. Les fites arquitectòniques principals dins de la ciutat inclouen la fortalesa de Khotýn, construïa entre el segle xiii i el xv (començada el 1325, millorada de manera important el 1380 i el 1460), i dues construccions de segle XV del governant del Principat de Moldàvia, Esteve III el Gran: el palau del Príncep (Palatul Domnesc) i la torre del Rellotge de la ciutat. La fortalesa tal com la veiem avui va ser construïda durant el període de dominació Moldava.
El nom de Khotýn és d'origen eslau. En la literatura antiga rutena s'anomenava Khotieny (Хотєнь, "desitjós"). Entre altres, té els següents variants en diferents idiomes: en ucraïnès: Хоти́н, transcrit: Khotýn; en hebreu: חוטין; en polonès: Chocim (altres variants més antigues: Chotyn o Choczim); en romanès Hotin; en turc del període Otomà: Khotin; en turc modern: Hotin, en rus: Хоти́н, transcrit: Khotín; en alemany modern: Chotyn; en alemany antic o molt antic: Hwthyn (segle xv), Chitim, Chotin o Chotezyn; en italià modern: Chotyn; en italià del segle xviii: Cucino.

## Història

### Història dels segles XI a XV
Khotýn, localitzada sobre un penya-segat a la riba dreta del Dnister, és identificada amb una plaça forta similar esmentada el 1001, en un acord menor dels Rus' de Kýiv. Excavacions arqueològiques a la ciutat dels rus demostren que cobria una àrea d'aproximadament vint hectàrees. Més tard va passar al principat d'Halytxynà (conegut en català també com a Galítsia) i el seu successor, Halytxynà-Volhyn. La ciutat era un centre de comerç important a causa de la seva situació a un pas del riu. Una colònia comercial genovesa fou establerta a la ciutat allà pel segle xiii.
Khotýn s'esmenta ja el 1310, com a residència d'un bisbe catòlic; la posseïa a la primera meitat del segle xiv el regne de Polònia que va pretendre imposar el catolicisme a les comunitats de vlacs locals, esmentades ja als segles X a XIII. Les primeres fortificacions es remunten a aquest període. El 1351, el Gran Ducat de Lituània conqueria l'àrea, per, només tres anys després, haver-ho d'entregar als vlacs que van formar el seu propi principat independent el 1359, Moldàvia.
La fortalesa actual fou construïda després de 1400 pel governant moldau Alexandre I el Bo amb l'ajuda de Vytautas el Gran de Lituània. Després de 1433, fou ocupada per Polònia, a causa de guerres entre els successors d'Alexandre, i fou reconqueria de mans dels polonesos per Esteve III el Gran de Moldàvia el 1459 després d'un setge de dos anys. La fortalesa, reforçada per Esteve durant el 15è segle, esdevingué la més forta a la frontera del nord de la Moldàvia medieval. Des del 1504 Moldàvia fou vassall de la Porta.

### Conquesta per estats diferents

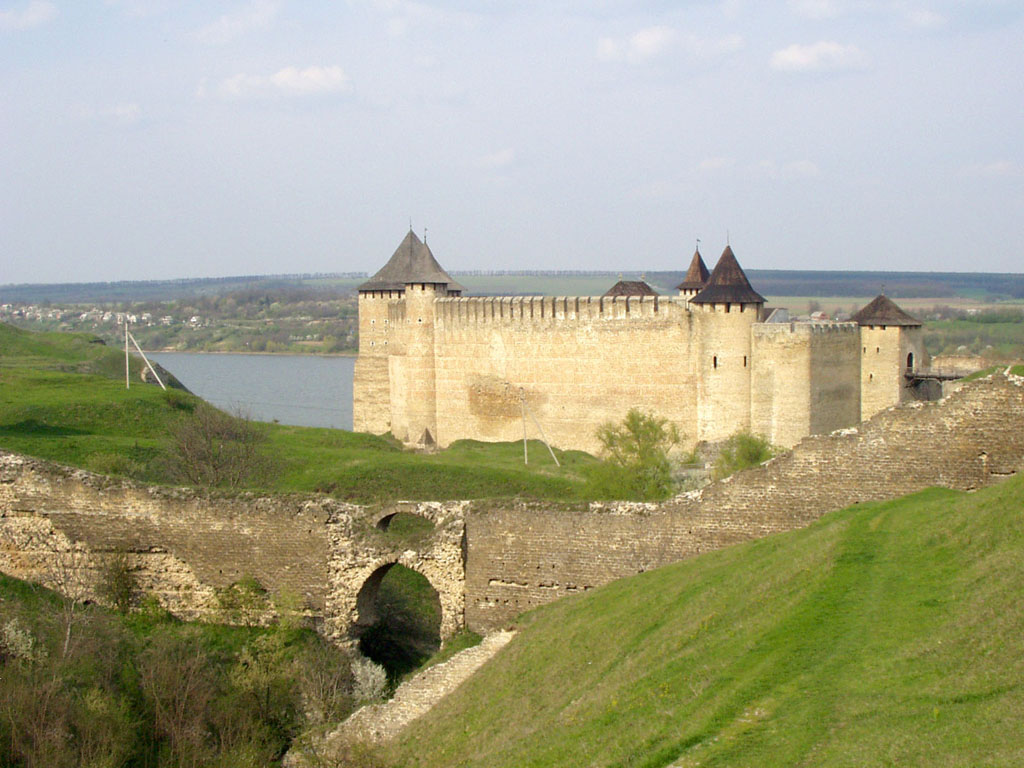
La fortalesa de Khotýn, situada a la riba del Dnister.

Durant la conquesta de Moldàvia pel príncep de Valàquia Miquel el Valent el maig de 1600, el governant moldau Ieremia Movilă es va refugiar a la fortalesa de Khotýn juntament amb la seva família, un grapat de boiars fidels, i l'antic príncep de Transsilvània, Segimon Bathory.
Com que la importància internacional de l'estat moldau era reduïda en comparació al regne de Polònia i l'Imperi Otomà, el darrer va procurar guanyar el control de l'estratègic pas del riu. Com a resultat, la història posterior de Khotýn fou dominada per guerres entre els poders cristians que s'expandien (primer Polònia, llavors Rússia) i l'Imperi Otomà. Els turcs van patir dues derrotes decisives a Khotýn al segle xvii, de mans de l'exèrcit de la Confederació Polaco-Lituana: el 1621 per l'hetman Jan Karol Chodkiewicz, i el 1673 per Jan III Sobieski. El 1658 quan la visita Ewliya Çelebi diu que estava en mans dels moldaus que eren vassalls otomans. El 1673 fou ocupada pels polonesos però recuperada pels otomans el 1674.
L'Imperi Rus va capturar la fortalesa de mans de Moldàvia el 1713 durant la Gran Guerra del Nord, però el 1714 la va retornar als otomans; aquestos la van conservar durant el segle següent com a base per les seves tropes separant-la de Moldàvia i formant un eyalat. Un altre poder, l'Imperi Rus, va reclamar la regió al segle xviii. Els turcs reforçaren i ampliaren la ciutadella, que fou assetjada i conquerida pels russos en dues ocasions: el 1739 per Burkhard Christoph von Munnich (rus) i el 1769 pel príncep Alexandre Galitzine (rus); els austríacs la van conquerir el 1788 per Josies de Coburg i Ivan Saltykov, sent després retornada per la pau de Jassy.
Amb el començament de la Guerra russoturca de 1806, la fortalesa de Khotýn fou ocupada per l'exèrcit tasarista i passava a Rússia. Fou la darrera vegada que els otomans la perdien davant els russos aquesta vegada manats per Ivan Michelson (1806). Amb la signatura del Tractat de Bucarest de 1812, la regió sencera que seria coneguda com a Bessaràbia fou annexionada per l'Imperi Rus, fins a la frontera de Moldavia.
Durant 1812-1918, Khotýn fou el centre administratiu del comtat de Hotin, un dels dotze, més tard nou, comtats de Bessaràbia. Durant el segle xix, per raons econòmiques i la proximitat geogràfica de Kàmianets-Podilski (un centre polític important durant l'edat mitjana i els primers temps moderns), la població ucraïnesa de Bessaràbia (especialment en la part nord) va augmentar significativament, des d'uns 15.000 el 1810 fins a uns 200.000 el 1917 (dels quals més del 50% es trobaven només a la meitat del nord del comtat de Hotin), principalment per migració des de Podíl·lia (a través del riu Dnister). Durant la I Guerra Mundial la cantonada nord oriental del comtat de Hotin era l'única àrea de Bessaràbia ocupada temporalment per Àustria-Hongria.

### Història moderna: Segles XX i XXI
Amb l'esfondrament de l'Imperi Rus, Bessaràbia proclamava la independència de Rússia el 1917. Els austríacs tenien el control de Khotýn i uns quants pobles al voltant i el van mantenir uns quants mesos a partir del 28 de febrer de 1918, però va passar a Romania quan el 9 d'abril de 1918 Bessaràbia es va unir a aquest regne. Romania i Àustria signaven un tractat de pau el maig de 1918, i els austríacs es retiraven. El tractat no fou formalment ratificat per Romania, fins aleshores aliat de l'Entente, que va quedar aïllada fins que el 10 de novembre Romania va reprendre la guerra.
Poc després, el gener de 1919, ucraïnesos locals que desitjaven ser part d'Ucraïna, començaren una rebel·lió,
 que fou també explotat per alguns agitadors soviètics, seguida per la neteja ètnica de civils ucraïnesos
per les autoritats romaneses, entre l'1 de gener i el 23 de febrer de 1919. Després que la revolta de Khotin fou aplanada per l'exèrcit romanès, l'estat de Romania va implementarpolítiques pronacionalistes dirigides a reromanizar el territori
La ciutat romangué sota control romanès fins al 28 de juny de 1940, quan junt amb Bessaràbia i el nord de Bukovina fou ocupada per la Unió Soviètica. L'agost de 1940 els soviètics creaven el oblast de Chernivtsi al que van incloure l'àrea al voltant de Khotýn, que es convertia en part de la República Socialista Soviètica d'Ucraïna (no de la República Socialista Soviètica Moldava com es va fer amb la resta de Bessaràbia. Després de l'Operació Barbarossa, on Romania va actuar com aliat d'Alemanya, la zona fou reconquerida pels romanesos al començament de juliol de 1941. El març de 1944 amb la derrota alemanya, la ciutat fou recuperada pels soviètics i reintegrada a Ucraïna.
Amb l'enfonsament de l'URSS el 1990 i la declaració d'independència d'Ucraïna el 1991, Khotýn va esdevenir part del nou estat. El 2000 el Consell de Ministres d'Ucraïna creava la zona protegida historico-arquitectònica de "Khotynska Fortetsia" (Fortalesa de Khotýn). El setembre del 2002 la ciutat va celebrar el seu mil·lenari.

## Batalles

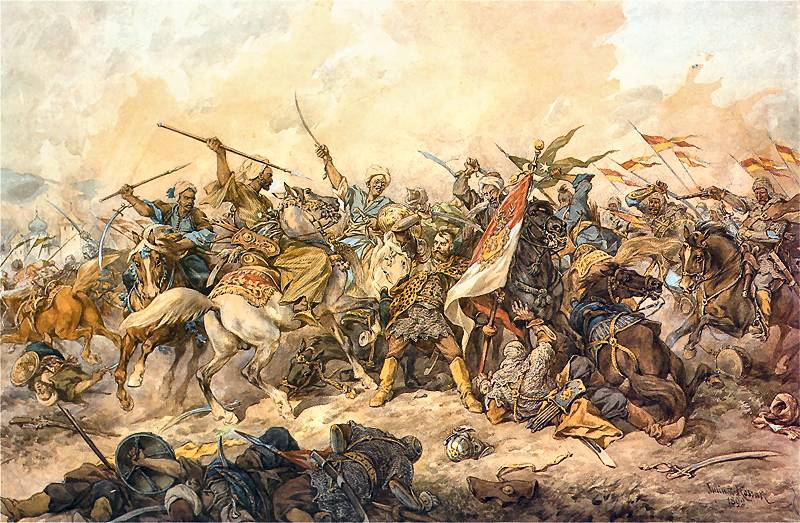
"Defensant la bandera polonesa a Chocim", pintura de Juliusz Kossak

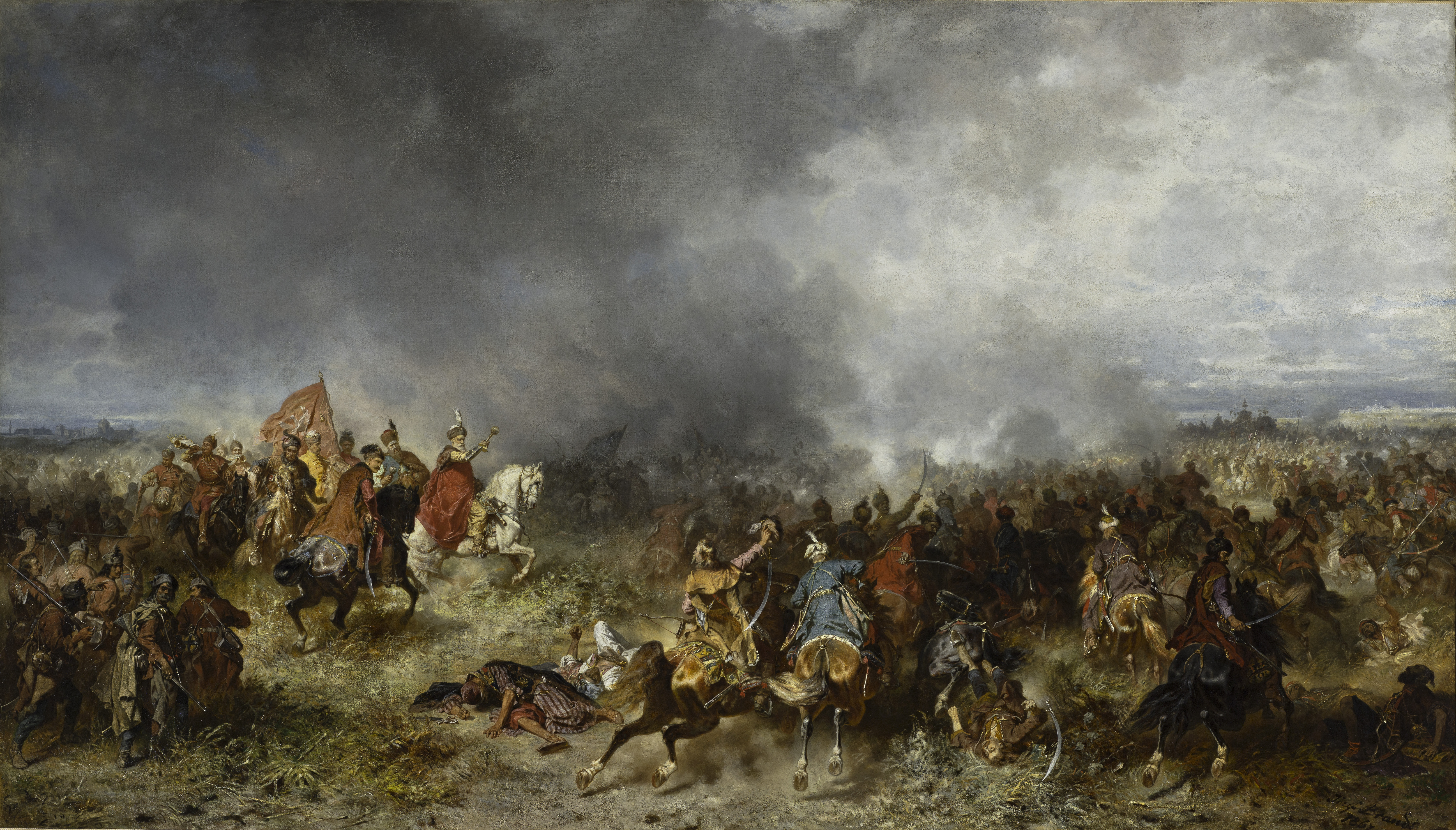
"Gen. Karol Chodkiewicz (en vermell) a Chocim"

En la primera batalla de Khotin el 1621, un exèrcit de 100,000 a 250.000 veterans turcs manat pel sultà Osman II avançà des de Adrianòpolis cap a la frontera polonesa. Els turcs, després de la seva victòria en la batalla de Cecora tenien grans esperances de conquerir la Ucraïna polonesa. El comandant polonès general Karol Chodkiewicz creuava el Dnister el setembre de 1621 amb aproximadament 35.000 soldats i s'establia a la fortalesa de Khotýn, bloquejant el camí dels otomans. L'arribada de 40.000 cosacs ucraïnesos sota el seu hetman Petró Konaixévytx va ajudar a la victòria contra els otomans. El hetman de la confederació va tenir al soldà a ratlla durant un mes sencer, fins que les primeres neus de tardor imposaren a Osman el retirar les seves forces disminuïdes. Però la victòria també va tenir un alt preu per Polònia: uns quants dies abans que el setge s'aixequés el vell hetman moria d'esgotament a la fortalesa el 24 de setembre de 1621. Les forces de la Confederació van quedar sota el comandament de Stanisław Lubomirski. La batalla, descrita per Wacław Potocki en el seu treball més famós Transakcja wojny chocimskiej, marcava la fi del llarg període de guerres dels magnats moldaus.
El 1673, els hússars polonesos altra vegada lluitaren en una batalla essencial en aquest mateix lloc (segona batalla de Khotyn). Aquesta vegada les forces poloneses sota la direcció de Jan III Sobieski (aviat rei) derrotaven als otomans l'11 de novembre de 1673. En aquesta batalla, s'utilitzaven reeixidament coets de Kazimierz Siemienowicz. Aquesta victòria brillant era un preludi de la batalla de Viena de 1683.
En la Guerra Russó-turca la fortalesa fou presa pel mariscal de camp rus Burkhard Christoph von Munnich el 19 d'agost de 1739. Aquesta victòria es recorda principalment per l'Oda sobre la Presa de Khotin als turcs, composta pel jove Mikhail Lomonosov Aquesta oda té un lloc en la història de literatura russa: el seu vers iambic sonor es considera sovint com a punt de partida de la poesia russa moderna.